# 稲村
稲村（いなむら）は、滋賀県愛知郡にあった村。現在の彦根市の南西部、琵琶湖沿岸にあたる。

## 地理
- 湖沼：琵琶湖、神上沼
- 河川：顔戸川、文禄川、不飲川

## 歴史
- 1889年（明治22年）4月1日 - 町村制の施行により、愛知郡上岡部村・下岡部村・石寺村・薩摩村・柳川村・西川村・神崎郡甲崎村・西川村・田原村の区域をもって愛知郡稲村が発足。
- 1955年（昭和30年）1月1日 - 稲枝村・葉枝見村と合併して稲枝町が発足。同日稲村廃止。